# 기비 시사우리
기비 시사우리(프랑스어: Guivi Sissaouri, 조지아어: გივი სისაური, 1971년 4월 15일~)는 조지아 태생 캐나다의 레슬링 선수이다. 올림픽에 3회 참가했고 1996년 하계 올림픽 자유형 밴텀급에서 은메달을 획득했다. 또한 세계 선수권 대회에서 금메달 1개를 포함하여 메달 4개를 획득했다.